# Mayo-Mbana
Mayo-Mbana est une localité du Cameroun située dans le département du Mayo-Tsanaga et la Région de l'Extrême-Nord, à proximité de la frontière avec le Nigeria. Elle fait partie de la commune de Hina et du canton de Hina rural.
les quartiers sont :
wouro badaouw
wouro Dow
gadda mayo
wouro les
mayo-loggiguel
wouro Mafa

## Population
En 1966-1967, la localité comptait 493 habitants, des Hina, des Peuls et des Guiziga. À cette date s'y tenait un marché de coton.
Lors du recensement de 2005, on y a dénombré 1 437 personnes.